# アレクセイ・ニコラエヴィチ (ロシア皇太子)
アレクセイ・ニコラエヴィチ・ロマノフ（ロシア語: Алексей Николаевич Романов, ラテン文字転写: Alexei Nikolaevich Romanov, 1904年8月12日 [ロシア暦7月30日] - 1918年7月17日）は、ロシア帝国皇帝ニコライ2世の第1皇子、ロシア帝国最後の皇太子。1917年の二月革命で成立した臨時政府によって家族と共に監禁された。十月革命で権力を掌握したウラジーミル・レーニン率いるボリシェヴィキの命を受けたチェーカー（秘密警察）によって翌1918年7月17日に超法規的殺害（裁判手続きを踏まない殺人）が実行され、エカテリンブルクのイパチェフ館において家族・従者と共に13歳で銃殺された。正教会で聖人（新致命者）。

## 生い立ち
ニコライ2世とアレクサンドラ皇后の第5子、皇太子として、1904年8月12日（ユリウス暦で7月30日）にペテルゴフで生まれる。

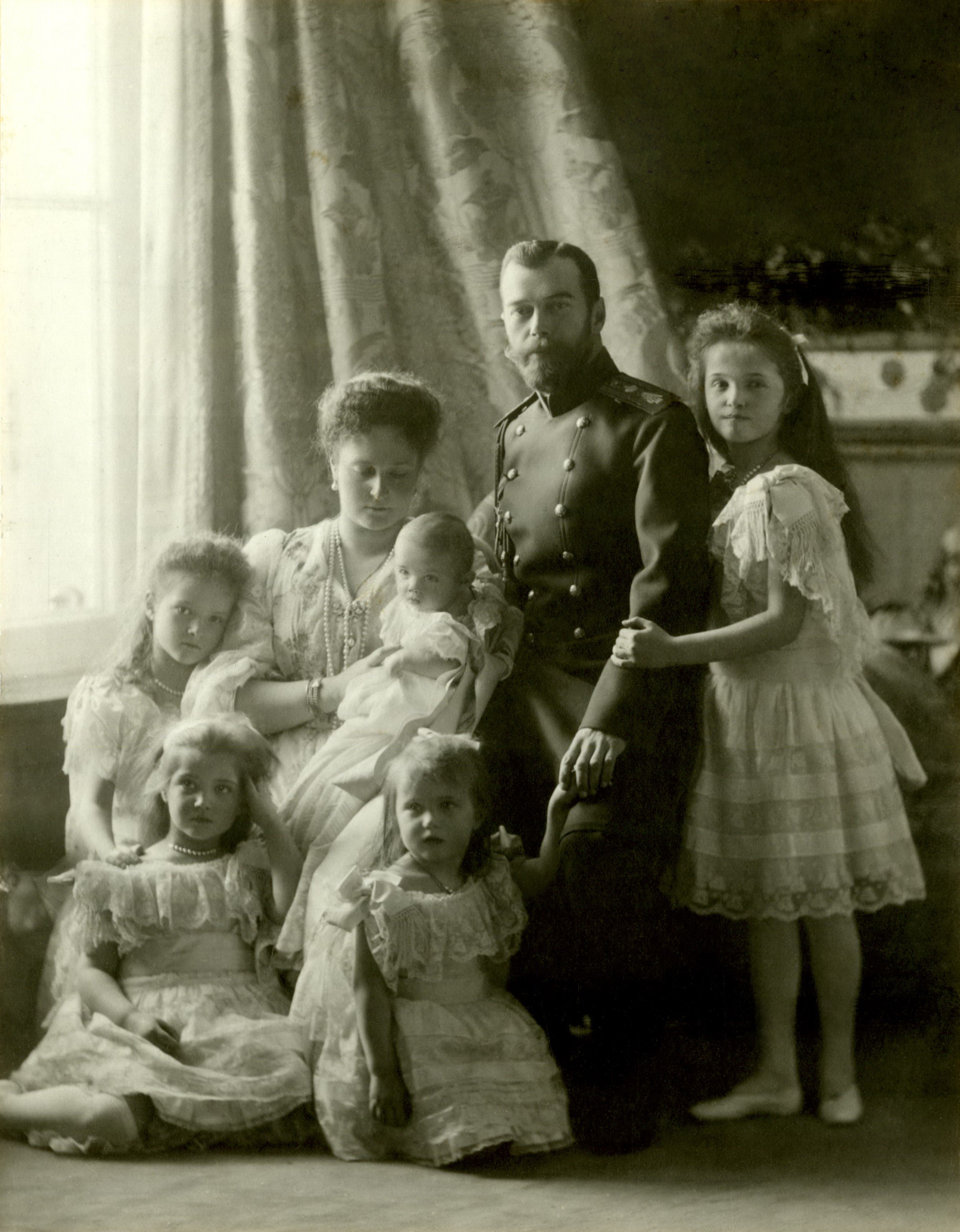
1904年、左からタチアナ、アレクサンドラ、アレクセイ、ニコライ2世、オリガ、下段左からマリア、アナスタシア

夫妻の待望の皇太子で、家族、とりわけ母アレクサンドラから溺愛された。しかし先天的に、母親を通じてイギリスのヴィクトリア女王の家系から遺伝的にもたらされた血友病の患者としての誕生であった。それゆえ、少しの怪我でも大量に出血するため、生命の危険に晒されることもしばしばあったという。
ニコライ2世はアレクセイの誕生について日記で次のように述べている。
| 「 | 7月30日金曜日、この日は私たちにとって忘れられない素晴らしい日であり、神の恵みが明確に訪れてくれた日。午後1時15分、アリックスは息子を出産し、祈りの中でアレクセイと名付けられました。すべてが驚くほど順調に進みました。ー少なくとも私にとっては。朝、私はいつものようにママ（マリア皇太后）を訪ね、ココフツォフとワファングーで負傷した砲兵仕官クレピコフの報告を受け、アリックスと一緒に朝食を食べました。彼女はすでに2階におり、30分後にこの幸せな出来事が起こった。この困難な時期に、私たちに下された神の慰めに対して、感謝してもしきれません！親愛なるアリックスはとても良い状態でした。ママは2時に到着し、新しい孫との最初の対面まで、長い間私と一緒に座っていました。5時、私は子供たちと一緒にミサに行き、家族全員が集まりました。私はたくさんの電報を書いた。⋯ | 」 |

アレクセイの洗礼式は8月24日（ユリウス暦で8月11日）に宮殿の教会で司祭のヤニシェフによって行われた。代父母は祖母マリア・フョードロヴナ、ヴィルヘルム2世、エドワード7世、プリンス・オブ・ウェールズ（後のジョージ5世）、クリスチャン9世、エルンスト・ルートヴィヒ大公、ヴィクトリア・メリタ（ザクセン＝コーブルク＝ゴータ公女）、アレクセイ・アレクサンドロヴィチ大公、アレクサンドラ大公妃（コンスタンチン大公の妻）、ミハイル・ニコラエヴィチ大公、姉のオリガ大公女だった。アレクセイが生まれた時、日露戦争が勃発していたため、ロシア陸海軍のすべての将兵はアレクセイの名誉代父となった。また、戦争で父親を失った子供たちを支援するためにアレクセーエフスキー委員会が設立された。
アレクセイは生後まもなく、母方の曾祖母ヴィクトリア女王から受け継いだ血友病であることが判明する。その日の出来事について、ニコライ2世は日記で次のように述べた。
| 「 | 9月8日水曜日、11時に子どもたちと一緒にミサに行きました。私たちは一人で朝食を食べました。アリックスと私は、小さなアレクセイのへその緒からの出血が夕方まで断続的に続いたことをとても心配していました ! 私はコロビンと外科医フョードロフを呼ばざるを得なかった。7時頃に彼らは包帯を巻いた。小さな子は驚くほど穏やかで元気でした！このような不安の瞬間を経験するのは、なんとつらいことでしょう。素晴らしい天気でした。 | 」 |

## 人物

1906年、左からオリガ、アレクセイ、タチアナ、マリア、アナスタシア

アレクセイは両親と4人の姉たちに溺愛されて育ち、特に姉オリガとマリアは流刑先でもアレクセイを運んだり、歩けなくなったアレクセイの世話をした。アレクセイは家族からもっぱら「ベイビー」や「アリョーシャ」と呼ばれた。
母アレクサンドラの侍女ゾフィー・フォン・ブックスヘーヴェデン男爵夫人は、「彼はかわいらしい子供で、年齢の割に背が高く、整った顔立ちで、いたずらっぽいきらめきのある素晴らしい濃い青色の目、茶色の髪、そして背筋が伸びた体型だった」と回想している。また、アレクセイは頭がよく、記憶力も良かったため、体調がよい時は、一生懸命勉強したという。

アレクセイは血友病という深刻な病気を抱えているのにも関わらず、やんちゃで激しい一面なところもあった。宮廷の司祭ゲオルギー・シャヴェリスキーは、アレクセイのことについて次のように回想している。「晩餐の食卓で、少年（アレクセイ）はしばしば将軍たちに丸めたパンの塊を投げつけたものだ…。皇帝の厳しい眼差しだけが少年を我に返らせた」それだけではなく、アレクセイは優しく親切で、素朴、陽気な性格であったが、ニコライ2世が「あの子の相手をするのは、私とよりもはるかに骨だろう」と言うほど頑固で観察力もあった。一家の家庭教師のピエール・ジリアールの回想によると、農民の代表たちがアレクセイに贈り物を届けた際、アンドレイ・デレヴェンコ（アレクセイ付きの水兵）の命令で農民たちがアレクセイの目の前で跪き、贈り物を差し出したことに、アレクセイは恥ずかしがって、顔を赤らめたという。アレクセイは動物が好きで、猫のコティクとロバのヴァンカ、スパニエルのジョイという犬を飼っていた。

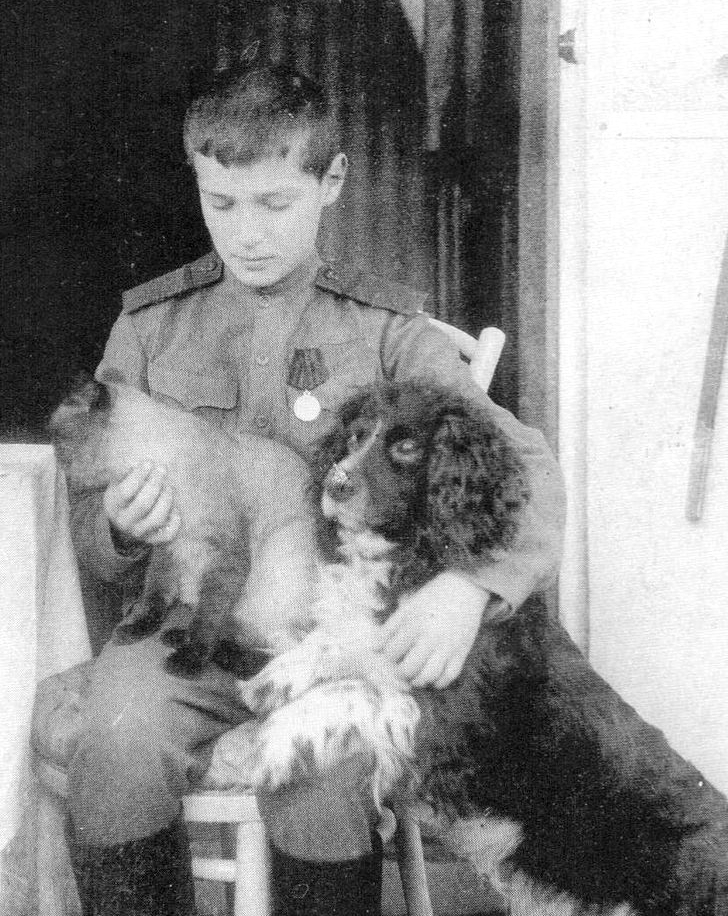
アレクセイと猫のコティク、スパニエルのジョイ

ある日、姉オリガが芝生に寝転ぶアレクセイに何を考えているのか聞いたところ、「そうだな、たくさんのこと。」「今は太陽と夏の美しさを満喫できて幸せだよ。もしかすると、もうすぐこのことができなくなる日が来るかもしれないね。」と答えたという。
既に、アレクセイは自身の皇太子、未来の皇帝としての運命を重く受け止め、皇太子であることを自覚していたという。また、助けを必要とするすべての人がその助けを受けることが第一であると考えていた。ある時、アレクセイは「私が皇帝になったらみんなが幸せになれるように努力します！」と叫んだという。アレクセイは、ピョートル大帝の言葉である「神への祈りと皇帝への奉仕は無駄にならない」をモットーにしていた。

## 少年期

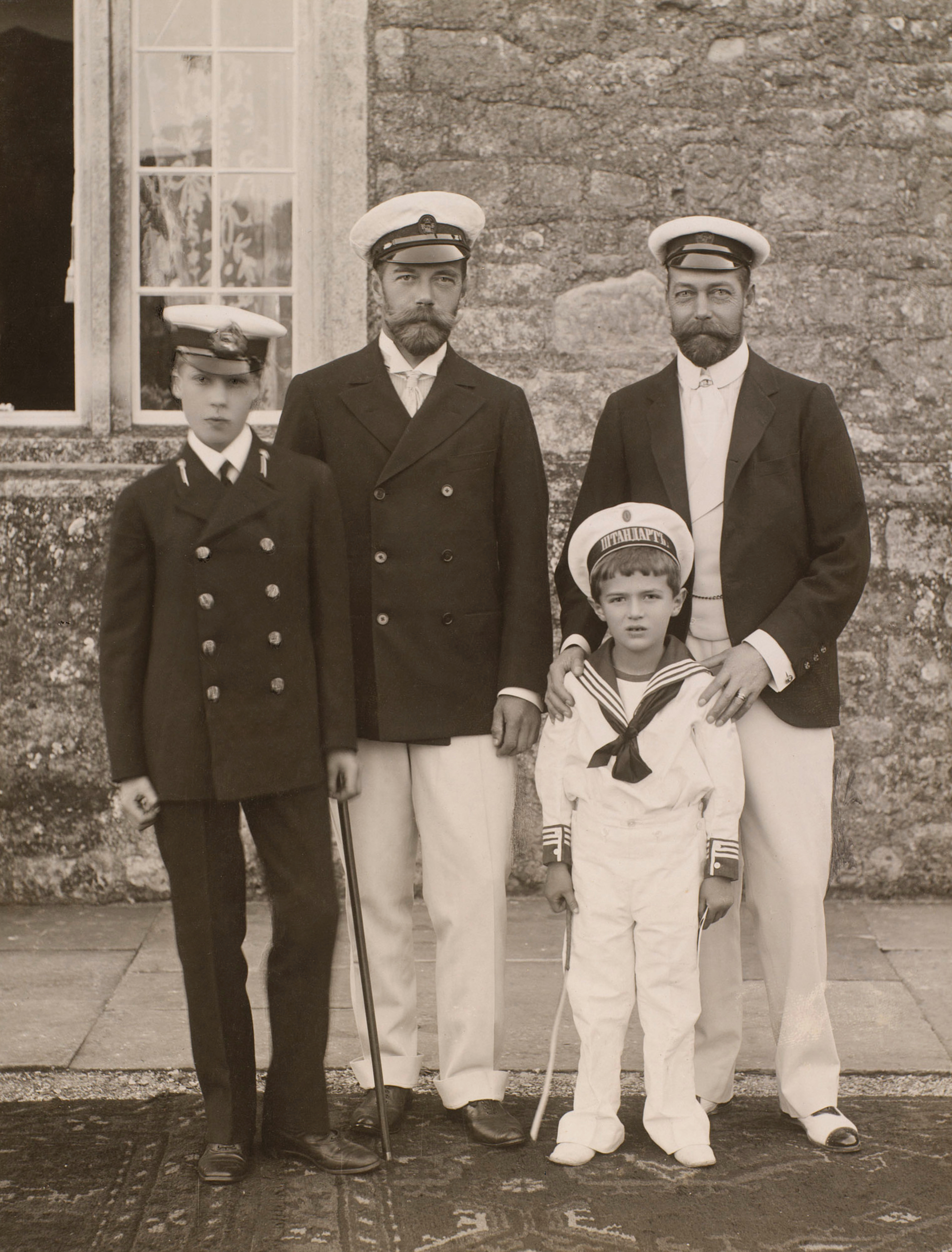
1909年、左からエドワード王子、ニコライ2世、アレクセイ、プリンス・オブ・ウェールズ（後のジョージ5世）

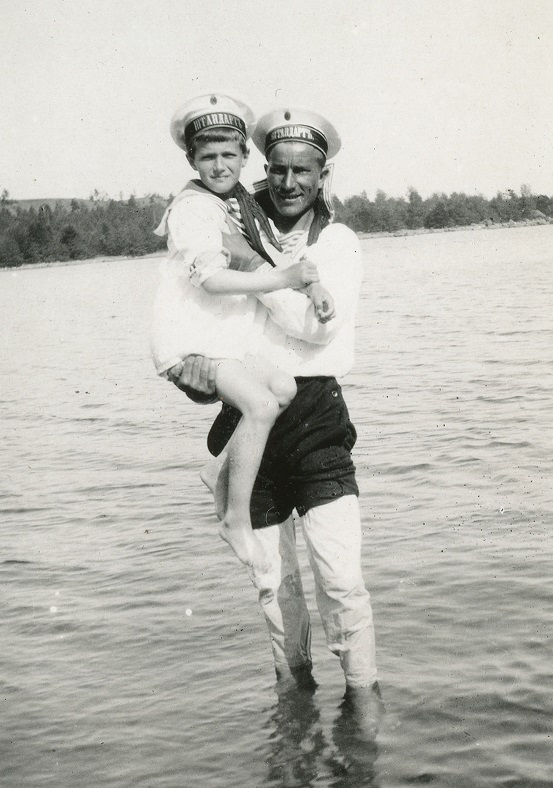
1910年、アレクセイと水兵のナゴルヌイ

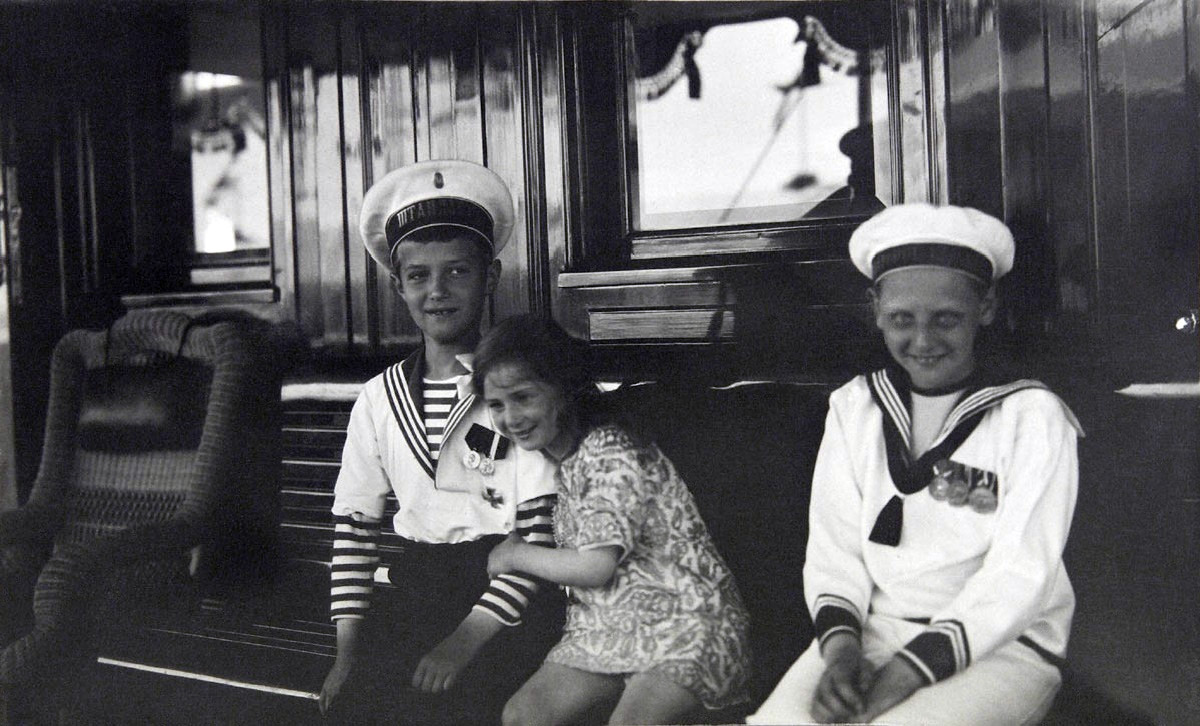
1914年、アレクセイとルーマニア王女イレアナ、ルーマニア王子ニコラエ

1912年、モスクワの100年記念式典の際に、一家はポーランドにあるビャウォヴィエジャの森を訪れた。そこでアレクセイはボートから飛び降りようとした時に負傷したが、9月にはスパラにある狩猟小屋に行くことができるまで回復した。
重症化しないと皇帝夫妻は考えていたが、アレクセイが再び転倒したことで、内出血や鼠径部に大きな腫瘍ができ、激しい痛みや高熱に苦しんだ。敗血症と腹膜炎を発症する危険性があったが手術を行うことはできなかった。アレクセイは初めは大声で泣き叫んでいたが、次第にうめき声へと変わっていった。皇帝夫妻は回復することを信じており、不安とアレクセイの病気を隠匿するため、普段通りの生活を続けた。
その間にも、アレクセイは衰弱していき、アレクセイはアレクサンドラに「僕が死んだら、もう痛くなくなるよね？」と尋ね、絶えず「ママ、助けて！」と叫び続けた。アレクサンドラは苦しむアレクセイに何もできないことに苦悩し、アレクセイを抱きしめ、さすったり、楽な姿勢を探すことしかできなかったという。 様々な医師が招かれたが、当時血友病の治療方法は発見されていなかったため、医師たちは何もすることができなかった。皇太子の危篤が速報で伝えられたために国中が大騒ぎになった。
アレクサンドラはアレクセイのことで心配していた際に会ったことのある祈祷師ラスプーチンに助けを求めた。ラスプーチンは祈り、その言葉はアレクサンドラに深い感銘を与え、アレクセイの容態が改善したように思われた。アレクサンドラはラスプーチンに電報を送り、祈ってくれるよう頼んだ。その日の夕方に返事が来て、ラスプーチンは、アレクセイはは死なないだろうと告げ、翌朝10月22日、アレクセイの容態は改善した。
アレクセイの血友病のことは極秘であったため、皇帝夫妻の親しい友人でさえそのことを知らなかった。さまざまな病気の治療者として評判になっていたグリゴリー・ラスプーチンが皇太子の血友病の治癒を行ったため、皇帝夫妻のラスプーチンに対する信頼は揺るぎないものとなった。
しかし、一家の家庭教師であるピエール・ジリヤールによれば、ラスプーチンはアレクセイにとって取るに足らない存在だったという。また、皇帝夫妻と一緒にいる時、大公女やアレクセイたちはラスプーチンに会ったが、ラスプーチンが訪問することは滅多になかった。

## 第一次世界大戦

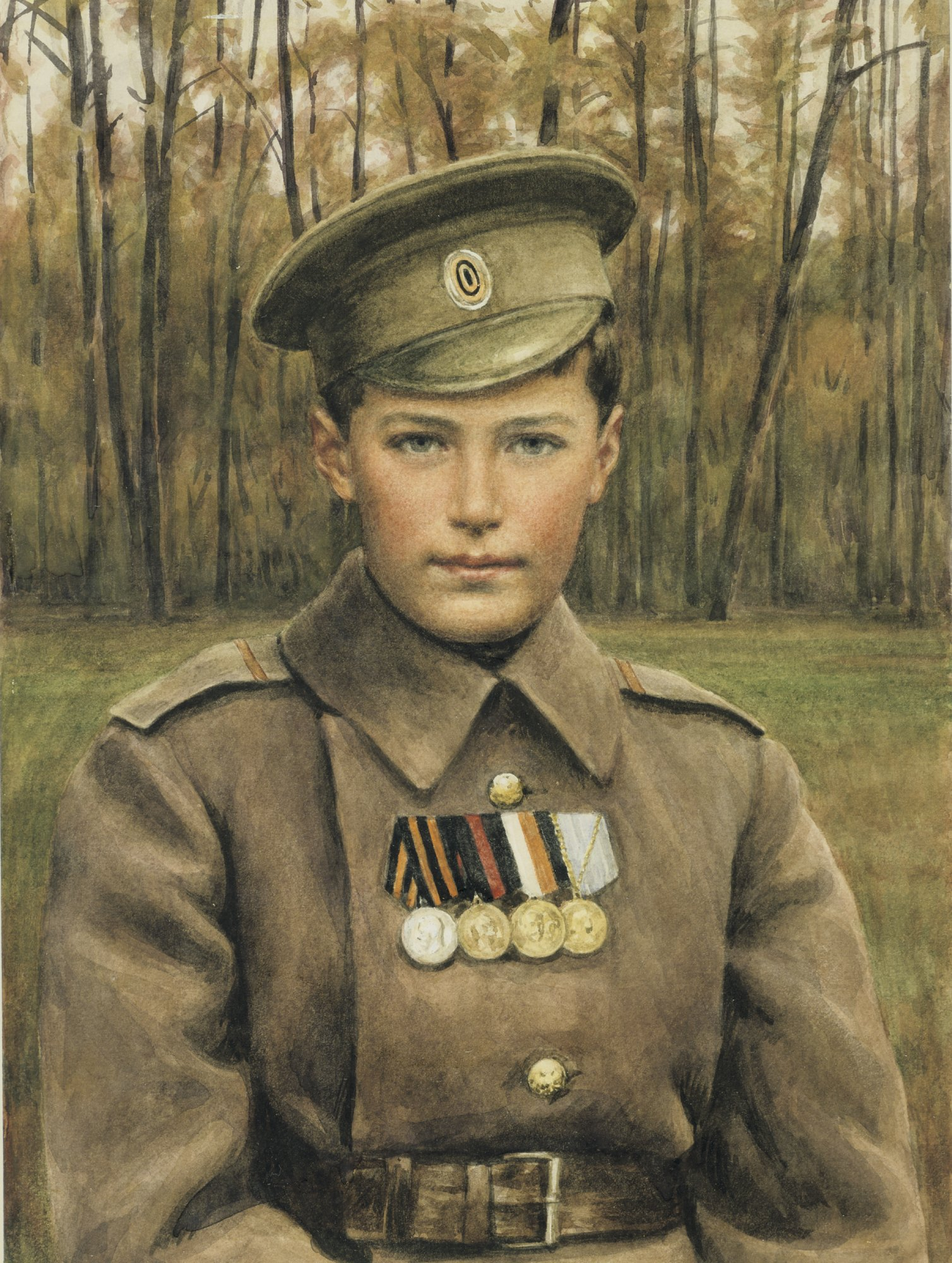
軍服に伍長の肩章を身に着けたアレクセイの肖像画

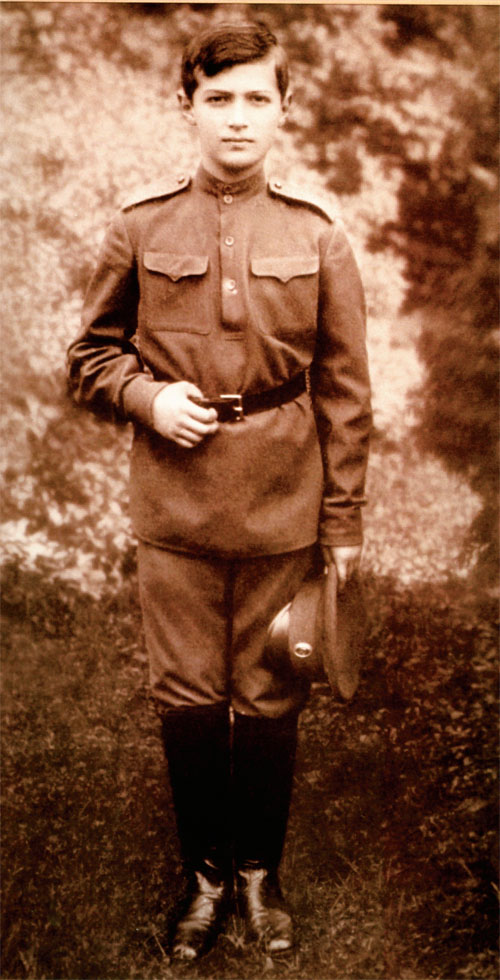
1916年頃、アレクセイ

第一次世界大戦中の1915年秋、ニコライ2世は長期滞在のために息子アレクセイとともにロシア軍の大本営にやってきた。誕生以来、女性の世界の中で育てられてきたアレクセイに男性的な教育を施し、兵士の士気を高める狙いがあった。実際にアレクセイが姿を見せると至るところで熱狂が巻き起こった。司令部へ向かう途中にアレクセイは初めて前線部隊の閲兵の模様を見た。そして、死を目前に戦った兵士達の体験談を真剣な眼差しで聞いた。モギリョフの宿舎ではニコライ2世とアレクセイは同じ部屋にベッドを並べて寝た。ニコライ2世はアレクサンドラに送った手紙の中で「2人並んで寝るのは楽しいものです」と報告した。ニコライ2世は「アレクセイはここの私の生活に大きな光を与えてくれた」と書いたが、これより後には「彼と一緒にいると、我々全員に光明と生命を与えてくれるようだ」と語っており、2人が父と息子の触れ合いを楽しんでいた様子がうかがえる。また、ガリシアの戦闘地域で滞在したことを評価され、聖ゲオルギー十字章IV号を授与された。5月にアレクセイは伍長に昇進した。本部に滞在中、アレクセイは優秀な兵士を表彰し、おもちゃの銃を使った軍事演習を行い、年齢の割に優れた技能を示した。
軍隊生活を非常に好み、元気になっていった。兵士が食べる黒パンを自分も食べ、宮殿で食べる食事を提供された時も「それは兵士が食べるものではない」と拒否した。ニコライ2世は妻への手紙の中で、噴水で水を掛ける遊びを最も好んでいると書いている。ベルギー、イギリス、フランス、日本、イタリア、セルビアの外国人の軍を非常に好んでいた。1916年に上等兵の階級を与えられたが、それを非常に誇りに思っていた。

## 革命と監禁
1917年3月、二月革命により父ニコライ2世が退位する際、ニコライはアレクセイの健康を理由に継承権を放棄させ、実弟でアレクセイの叔父にあたるミハイル・アレクサンドロヴィチ大公に帝位を譲ろうとしたが、ミハイル・アレクサンドロヴィチ大公は臨時政府法相のアレクサンドル・ケレンスキーから身の安全を保障できないと通告されたため、即位辞退に追い込まれた。一家はツァールスコエ・セローのアレクサンドロフスキー宮殿に自宅軟禁下に置かれた。混乱の最中、最初に姉オリガとアレクセイが麻疹に感染し、後に他の姉たちも感染した。麻疹に感染した際、アレクセイと姉妹は髪を剃り、坊主にしたという。

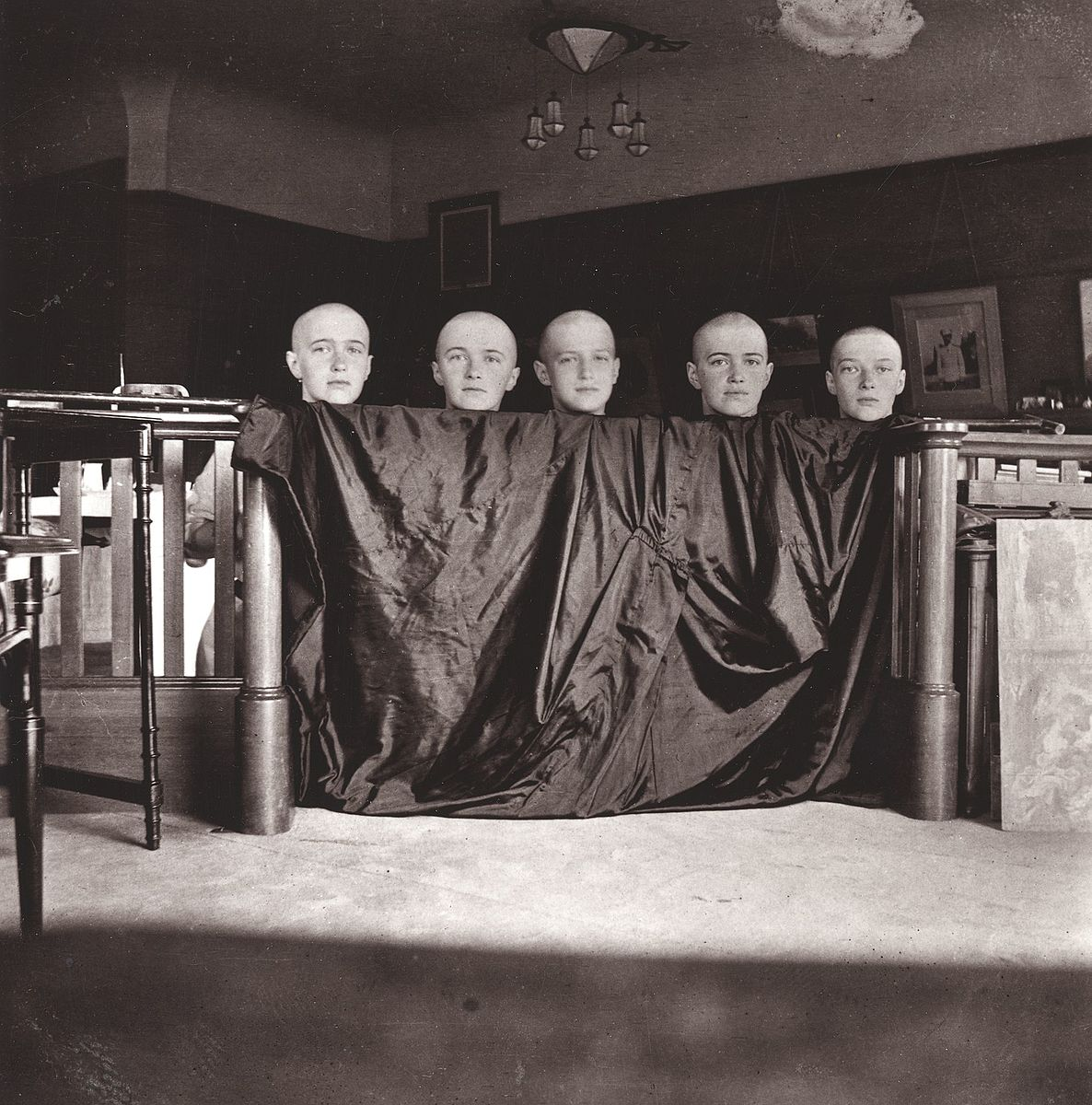
1917年6月。左からアナスタシア、オリガ、アレクセイ、マリア、タチアナ

父ニコライ2世が退位したことを聞かされた際、アレクセイはただ一つの質問をした。「でも、もしツァーリ（皇帝）がいなくなったら、誰がロシアを治めるの？」
二月革命時、アレクセイは裏切りを経験した。10年間アレクセイの傍近くに仕え、転ぶ前に咄嗟に支えたり、痛む脚を丹念にさすったりして献身的にアレクセイの世話をしていたかのように見られていた水兵のアンドレイ・デレヴェンコがアレクセイに残酷な仕返しをした挙句、宮殿から逃げ去るという事件が起こっている。この一部始終をアレクサンドラの親友で女官（侍女）を務めたアンナ・ヴィルボヴァが回想している。
| 「 | 私はアレクセイの開いたドアの前を通り過ぎようとし･･･デレヴェンコ水兵が椅子にふんぞり返って座っているのが見えました。･･･彼が愛し世話をした少年に対し、横柄な態度で、あれを持ってこいこれを持ってこいと、使用人にさせることをさせようと大声で怒鳴っているのでした。･･･少年は恐怖で気も遠くなり、自分がさせられていることを半分も分からず、ただ命令の通りにしようと動き回っていました。 | 」 |

4月19日（グレゴリオ暦で5月2日）、アレクサンドラと英語の購読をしたことがアレクサンドラの日記で述べられており、前日の4月18日からアレクセイの勉学は開始された。一家に同行した家庭教師ピエール・ジリアールによれば、ニコライ2世が地理と歴史、アレクサンドラが宗教、 ブックスヘーヴェデン 男爵夫人が英語、キャサリン・シュナイダーが数学、ボトキン医師がロシア語を担当したという。

革命に伴って皇帝に対する態度は変化し、一家に難癖をつける兵士でさえ現れた。ある時、アレクセイが遊んでいたミニチュアのライフルを兵士の一人が取り上げた。ニコライ二世の日記によれば、ライフルは後に市役所に送られたと書かれている。
| 「 | 6月3日土曜日（グレゴリオ暦で6月16日）この時期、アレクセイのライフルに関して災難が起きた。彼はそれを使って島で遊んでいた。庭を散歩していた狙撃兵がそれを見て、将校に対してそれを取り上げることを求め、それは衛兵の施設に運ばれた。その後判明したところによれば、なぜかそれは市役所に送られた！ | 」 |

また、兵士間では緊張が高まっていたこともあり、一家がランプの灯りで外部と通信していると睨んだ歩哨が銃撃したことがあった。7月になると首都ペトログラードでも銃撃が起こり、次第にツァールスコエ・セローも安全ではなくなっていった。

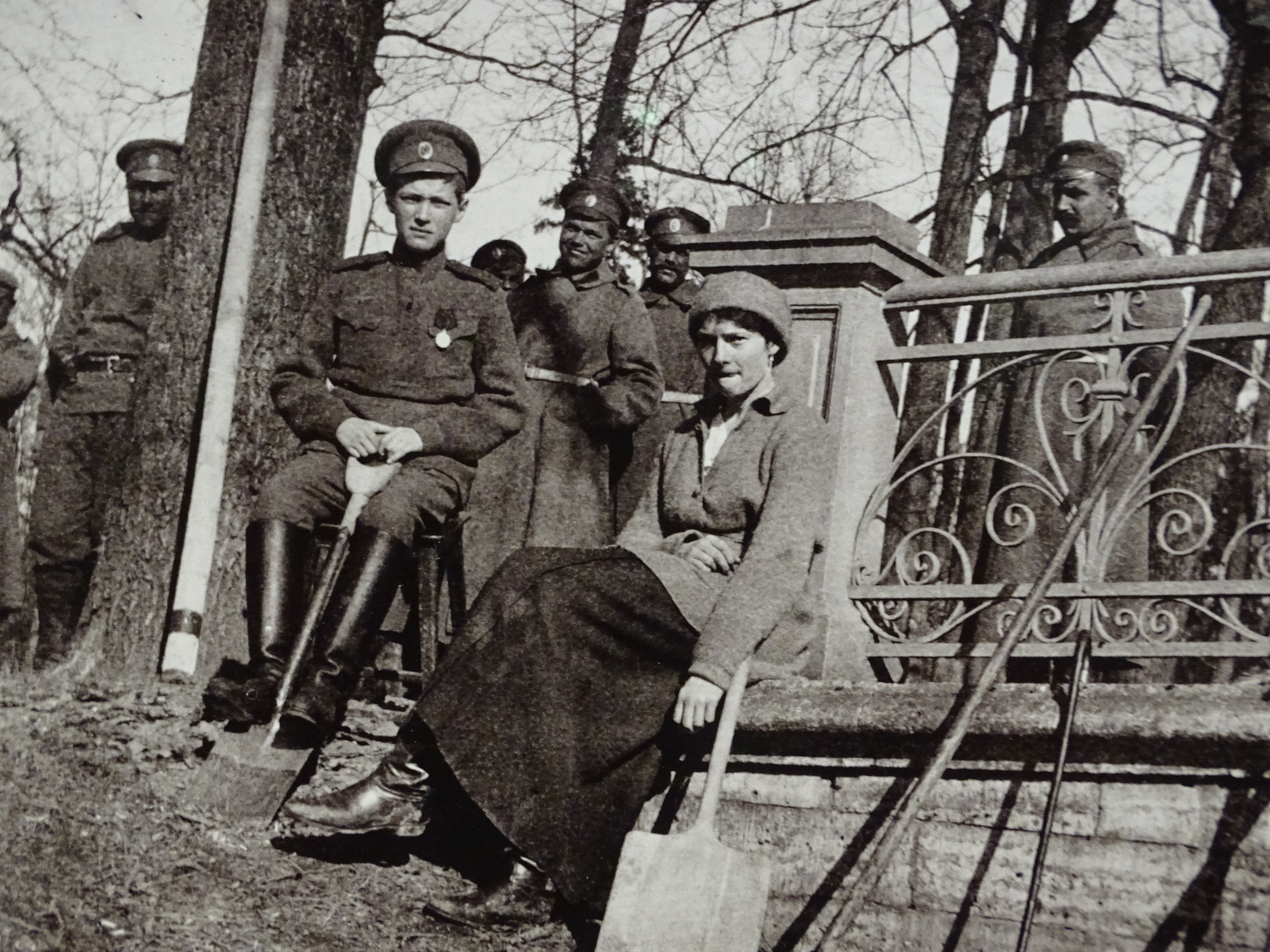
1917年、ツァールスコエ・セロー。アレクセイとタチアナ

## トボリスクでの生活
1917年8月1日の夜中に列車に乗車するための準備を開始したが、なかなか出発せず、出発したのは5時20分だった。それからアレクサンドロフスカヤ駅で列車に乗り換え、8月4日の11時にチェメニに到着した。8月6日の18時にトボリスクに到着し、8月26日からトボリスクの旧知事公舎で生活を始めた。一家は、日曜日に時々教会に行く以外は、旧知事公舎を出ることは許されず、その場合は武装した警護兵が付き添った。

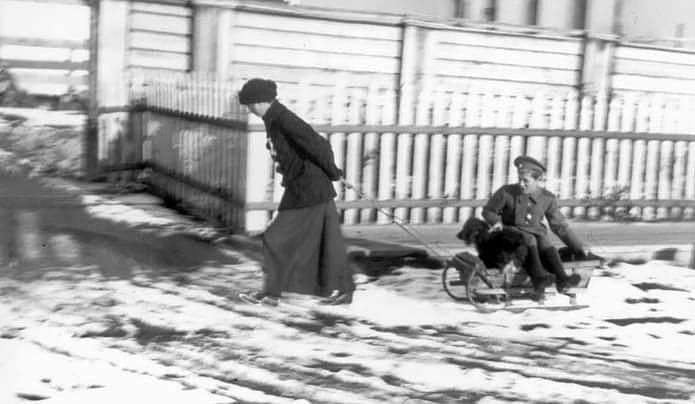
トボリスク、アレクセイが乗るソリを引くオリガ

時間が経つにつれて、一家への対応は厳しいものとなった。9月25日、または30日からトボリスクでアレクセイたちに対する本格的な教育が始まった。ニコライ2世はアレクセイにロシア史を教えたと日記に記している。

10月5日と15日、アレクセイは自分で撮った映画を上映し、12月6日からは娯楽と勉強を兼ねた劇が一家によって英語やフランス語で演じられた。アレクセイは1月12日に侍女アンナ・ヴィルボヴァ宛に書いた手紙で次のように書いている。
| 「 | 愛しいアーニャ。あなたから便りが届き、私たちの荷物が全部届いたと聞いて、とてもうれしく思います。今日は気温が29度で、風が強く、日差しが強いです。私たちは庭を散歩し、私はスキーをしました。昨日はタチアナとギリクとフランスの劇を演じました。今は別の劇を準備中です。私たちには数人の優秀な兵士がいて、彼らの部屋で一緒にゲームをします。コーリャ・デレヴェンコ（ウラジミール・デレヴェンコ医師の息子）は休日に私のところに来ます。水兵のナゴルヌイは私と一緒に寝ます。召使いにはヴォルコフ、セドネフ、トルップ、チェモデュロフがいます。昼食の時間です。私はあなたにキスとハグを贈ります。神のご加護がありますように。アレクセイ。 | 」 |

1918年3月30日（グレゴリオ暦で4月12日）の父ニコライ2世の日記によれば、咳により鼠蹊部が痛み、腹膜炎まで引き起こし、一晩中眠れないほど苦しんだという。このことについてピエール・ジリアールは次のように述べている。
| 「 | アレクセイ・ニコラエヴィチは、寝台に寝たままである。昨日から彼は、彼がおこなった努力のために、鼠蹊部（太ももの付け根の溝の内側）に強い痛みを感じている。彼はこの冬は非常に調子よく感じていたのであった！これが重大なものでなければ良いが！ | 」 |

この日以降のアレクセイの状態について、アレクサンドラは侍女アンナ・ヴィルボヴァに宛てた手紙の中で次のように述べている。
| 「 | 昨日、ついに、（アレクセイ皇太子は）少し食べ始めました。非常に悪化しました。初めの数日はスパラを思い出させました。思い出してください。主は慈悲があられます。⋯ | 」 |

それだけではなく、アレクセイはその後に監視下に置かれたトボリスクで建物内の階段をソリに乗って降りて転倒し、脚の付け根を負傷した。痛みが急速に酷くなり、アレクセイは悲鳴をあげ喘ぎながら「ママ、僕は死にたい。死ぬことなんか怖くない。ここでこうしているのが、とても怖いんだ」とアレクサンドラに訴えた。
出血後の状態は非常に悪く、1918年4月にボリシェヴィキが両親と姉のマリアをエカテリンブルクへ移送させた時、アレクセイは重病ですぐには移動できなかった。
アレクセイは高熱と出血で衰弱していたが、ボリシェヴィキはなるべく早く4人をエカテリンブルクへ移送すべきであると考えていた。5月16日には熱も引き、体調も良くなったため、アレクセイは姉のタチアナに椅子に座らせて欲しいと頼んだ。回復はしたものの、アレクセイは衰弱していたため、デレヴェンコ医師によりエカテリンブルクへの移送は5月20日まで延期された。
アレクセイたちは、ドイツ人捕虜を乗せていた汽船ルーシでチェメニへ向かった。同行したのは、イリヤ・タチシェフ伯爵、アナスタシア・ヘンドリコヴァ、キャサリン・シュナイダー、ウラジミール・デレヴェンコ医師、ピエール・ジリアール、シドニー・ギブス、ゾフィー・フォン・ ブックスヘーヴェデン男爵夫人、そして13人の召使とアレクセイの看護師のアレクサンドラ・テグレヴァだった。
旧知事公舍は略奪に合い、一家の持ち物は持ち去られ、大司教がアレクセイたちのために用意した馬車までも奪われた。
エカテリンブルクへと向かう汽船や列車の中でもドアを全て開けておく必要があり、外には歩蛸が立っていた。アレクセイは親しい家庭教師たちとは別の車両に乗せられていたため、憂鬱さを晴らすために姉タチアナやゾフィー・フォン・ブックスヘーヴェデン男爵夫人（アレクサンドラの侍女）と一日中トランプをしていたという。
エカテリンブルクに到着すると、アレクセイたちは、多くの家庭教師や使用人たちと別れることになる。そのうち、タチシェフ伯爵とヴァシーリー・ドルゴルーコフ公爵は7月10日に処刑され、アナスタシア・ヘンドリコヴァとキャサリン・シュナイダーはペルミで投獄された後、9月4日に処刑された。アレクセイ・ヴォルコフは前述の2人と同様にペルミで投獄されたが、処刑直前に逃亡し、生存することができたという。

## イパチェフ館での生活
1918年5月23日（グレゴリオ暦）、エカテリンブルクにいる両親やマリアと合流し、一家は再会の喜びを分かちあった。アレクセイはナゴルヌイによって運ばれた。寝台や必要な物が運ばれなかったため、アレクセイはマリアのベッドを使って眠った。この時、アレクセイは膝を怪我したため、一晩中苦しんだ。このことについて、アレクサンドラは日記で次のように述べた。エカテリンブルクでは、警備兵たちが一家の食料を盗むなどして、食事も十分ではなかったため、回復の見込みはほとんどなかった。
| 「 | ⋯ベイビー（アレクセイ）をマリアのベッドに寝かせ、4人の娘を隣接する部屋の床の上のソファーのクッションと外の上に落ち着かせた。ハリトノフは一短いソファーに、セドネフは、二脚の椅子の上に。夜にベイビーは膝の痛みのために1時間ごとに目を覚ました、ベッドに横になった時、踏み外し膝を損なったのだ。まだ歩くことはできず、彼は担がれている。病気の間に14ポンド（約6.35kg）減っている。 | 」 |

5月13日（グレゴリオ暦で5月26日）にはアレクセイの病態を心配し、管理側がイパチェフ館を訪れた。この時、一家を殺害したユロフスキーも訪れている。
5月27日に従者のイヴァン・セドネフとナゴルヌイが管区委員会で拘禁され、2人はこのまま戻ることはなく、一家に先立って処刑された。7月の始めにミサを行った司祭によると、アレクセイは膝を伸ばすことができなかったため、まだ車椅子のままだったが、5月末より元気な姿を見せたという。
ロマノフ家に同情的だった警備兵はアレクセイについてこう書き残している。
| 「 | 「可哀想に、アレクセイは一日中寝たきりだ。父帝がアレクセイの簡易ベッドを部屋から部屋へと押して歩いている。顔面は蒼白で、眼は狼に追われた獣のように怯えている。それでも私の方を見てはにっこり笑い、私が最敬礼するとおどけて見せるのだった」。 | 」 |

ニコライ2世は薄幸の息子の苦しむ様子をベッドの傍らで見守りながら、次第に絶望感に陥っていった。それまでは毎日記していた日記も6月に入ってからは途切れがちになっている。

## 殺害
1918年7月17日、エカテリンブルクのイパチェフ館にある地下室で父母と4人の姉（OTMA：オリガ、タチアナ、マリア、アナスタシア）や4人の使用人（エフゲニー・ボトキン、アンナ・デミドヴァ、イヴァン・ハリトーノフ、アレクセイ・トルップ）と共に残酷に殺害された時、あと1ヶ月足らずで14歳の誕生日を迎えるところだった。
殺害はチェーカーから派遣された新任の警護隊長ヤコフ・ユロフスキーの指揮下で実行された。元皇帝一家は夜中に起きるように言われ、服を着替えてから階段を降りた。ニコライ2世はアレクセイを持ち上げて移動した。アレクサンドラは椅子を持って来てくれと求めた。元皇帝一家と使用人が席を確保した時、ユロフスキーが殺害の実行を発表した。
ニコライ2世が最初に銃殺され、アレクサンドラと2人の使用人も死亡した。逃げることもできなかったアレクセイは椅子に座りながら怯えており、暗殺者が何度も銃剣で刺しても死なずに家族の血の海の中でもがき苦しんでいた。アレクセイはチュニックの下に着ていたシャツを包んでいた宝石によって守られていた。最後にユロフスキーがアレクセイの頭に2度弾丸を発射し、黙り込んだ。

## 死後
元皇帝一家の遺骸は長らく行方がわからず、一部には生存逃避行説も流れたが、70年以上たった1989年、銃殺され埋葬された遺骨が発掘され、1991年に改葬された。しかし、アレクセイとマリアの遺骨は発見されず捜索が続けられた結果、2007年8月にエカテリンブルク近郊で2人のものと思われる遺骨が発見された。DNA鑑定を行い、2008年4月、「遺骨はアレクセイとマリアのもの」と公表された。またこの2つの遺体は切られた跡があるために焼却する前にバラバラにされた可能性があるという事実がわかり、かなり残酷な殺され方だったことも判明した。

## 登場作品

### 映画[28]
- 『The Fall of the Romanoffs（英語版）』（1917年、アメリカ）演：ローレンス・ジョンソン
- 『怪僧ラスプーチン (1932年の映画)』（1932年、アメリカ）演：タッド・アレキサンダー
- 『白夜の陰獣（英語版）』（1966年、イギリス）演：ロバート・ダンカン
- 『ラスプーチン（英語版）』（1996年、アメリカ）演：フレディ・フィンレイ
- 『ニコライとアレクサンドラ』（1971年、イギリス・アメリカ）演：ロデリック・ノーブル（英語版）
- 『ロマノフ家：皇室（英語版）』（2000年、ロシア）演：ウラジミール・グラチョフ

### ドラマ[29]
- 『ラスト・ツァーリ：ロマノフ家の終焉（英語版）』（2019年、アメリカ、Netflix）演：オスカー・モウディ

### 舞台[30]
- 『神々の土地〜ロマノフたちの黄昏〜』演：花菱りず

### 海外アニメ
- 『アナスタシア（映画）』（1997年）

### 漫画
- 『春風のスネグラチカ』沙村広明による漫画。

ロマノフ家を題材にしたストーリーで、作中の設定ではアレクセイのみが生存している。

### 小説
- 『淪落の皇女の覚書』久生十蘭の短編小説。

ロマノフ家を題材にしたストーリーで、タチアナとアレクセイを主人公のレミュを通して描いている。作中では、殺害されたのは皇帝夫妻とマリアのみとし、前述の2人を含め、オリガとアナスタシアの生存を示唆している部分がある。

## アレクセイが写った写真

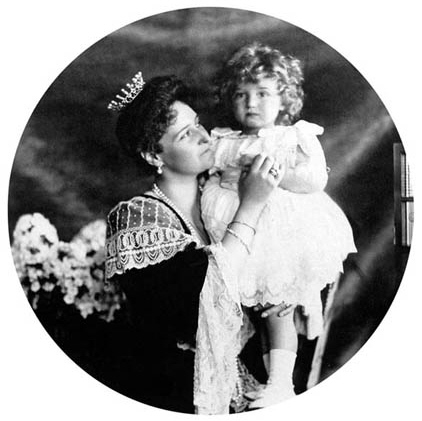
1906年。母のアレクサンドラと。
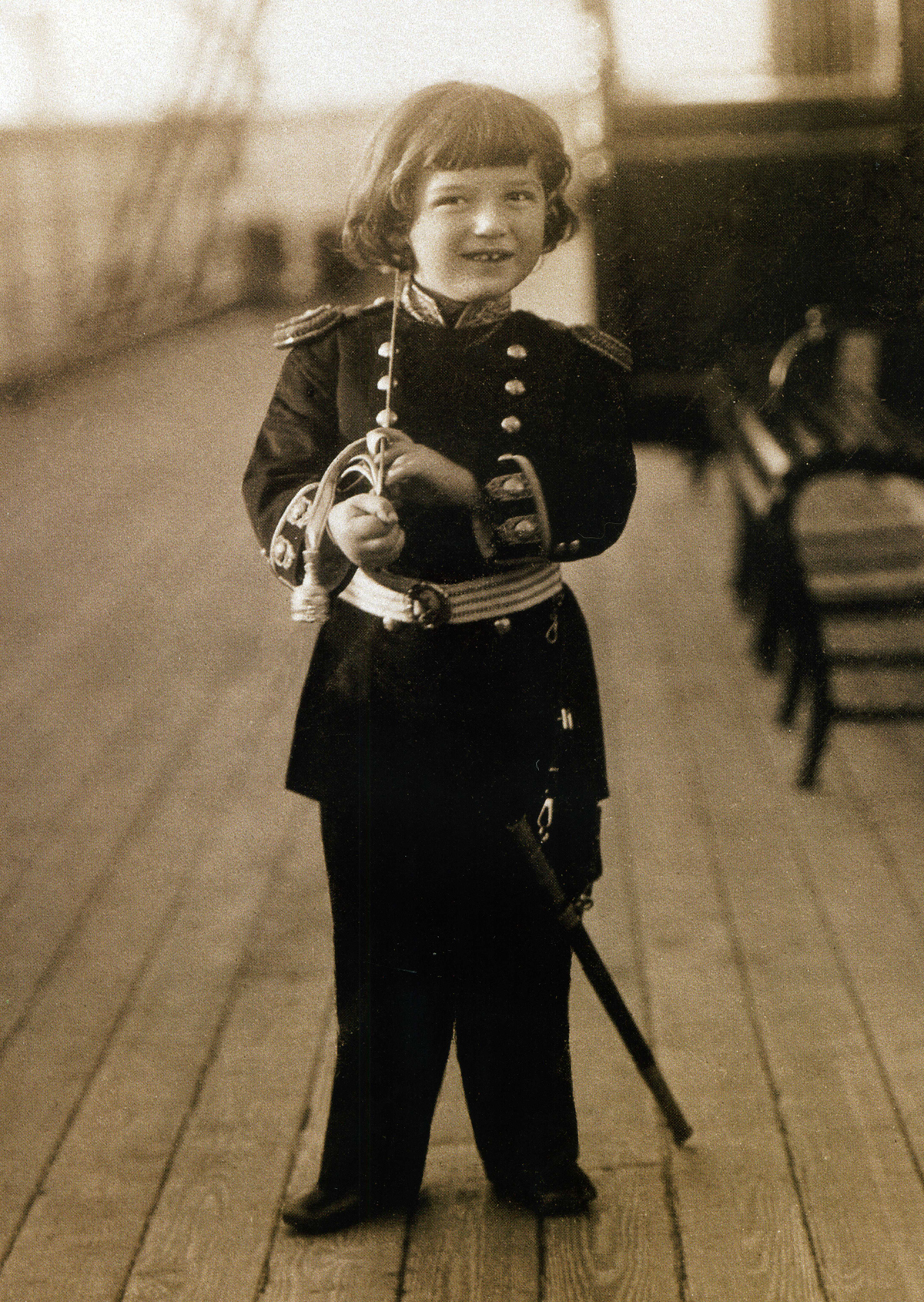
皇室ヨット『スタンダルト』号にて。1907年。
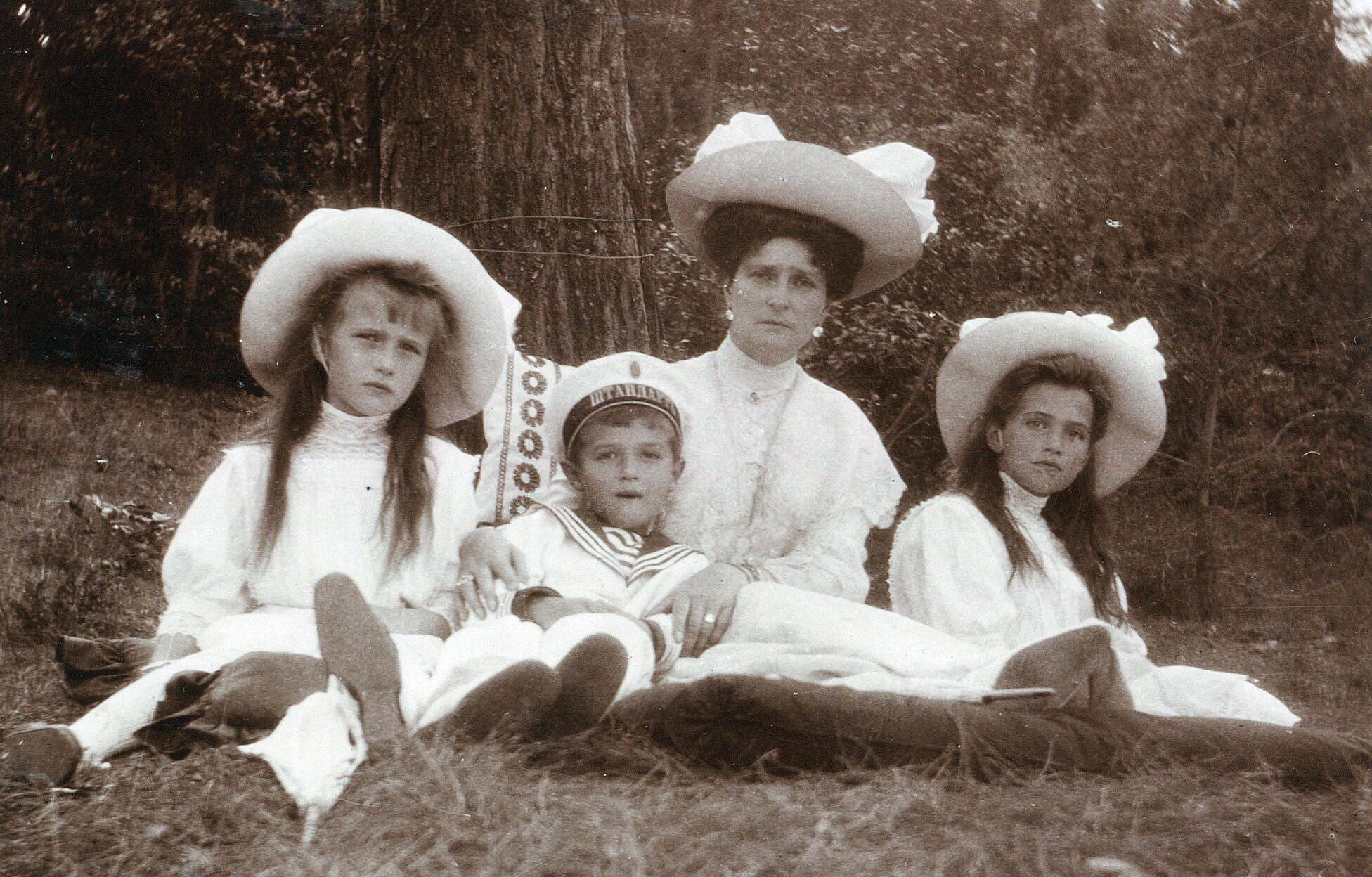
左からアナスタシア、アレクセイ、アレクサンドラ、マリア。1909年。
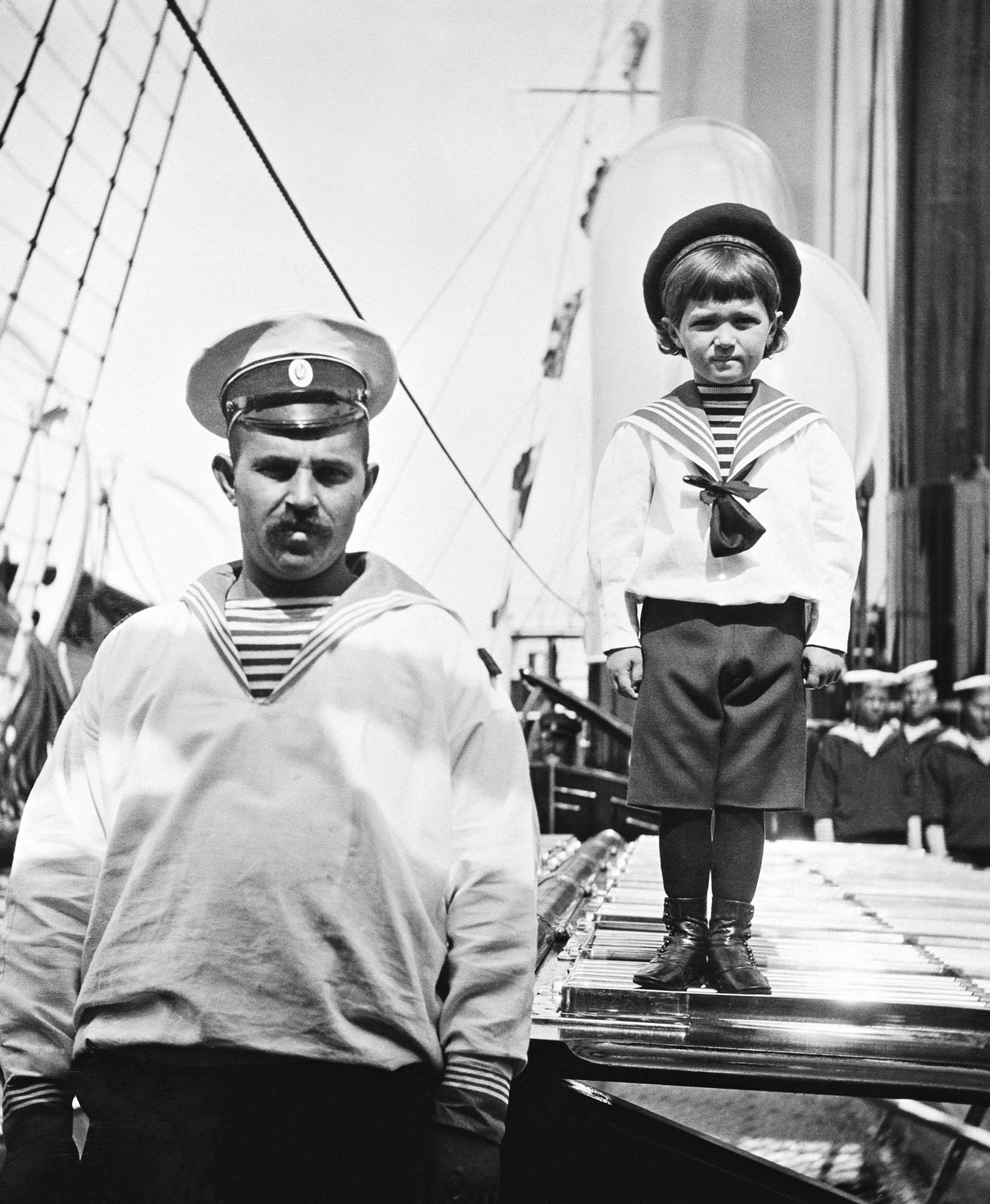
皇室ヨット『スタンダルト』号にて。1909年頃。
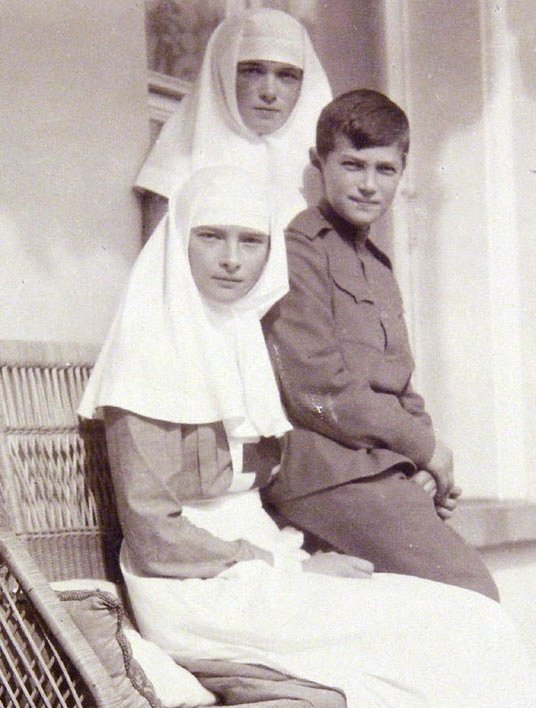
姉のタチアナ、オリガと。1915年頃。
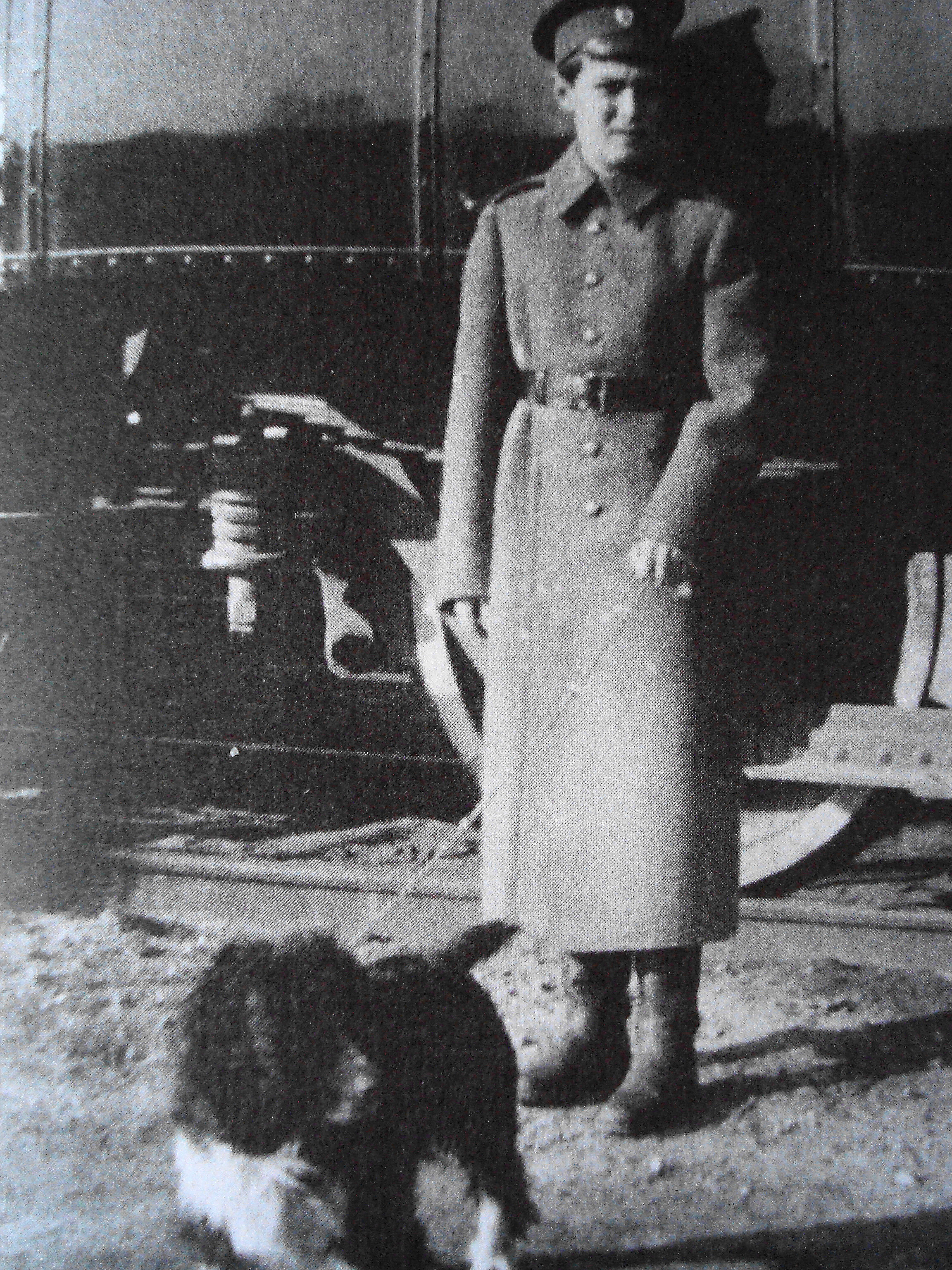
駅で犬と一緒に、1916年。
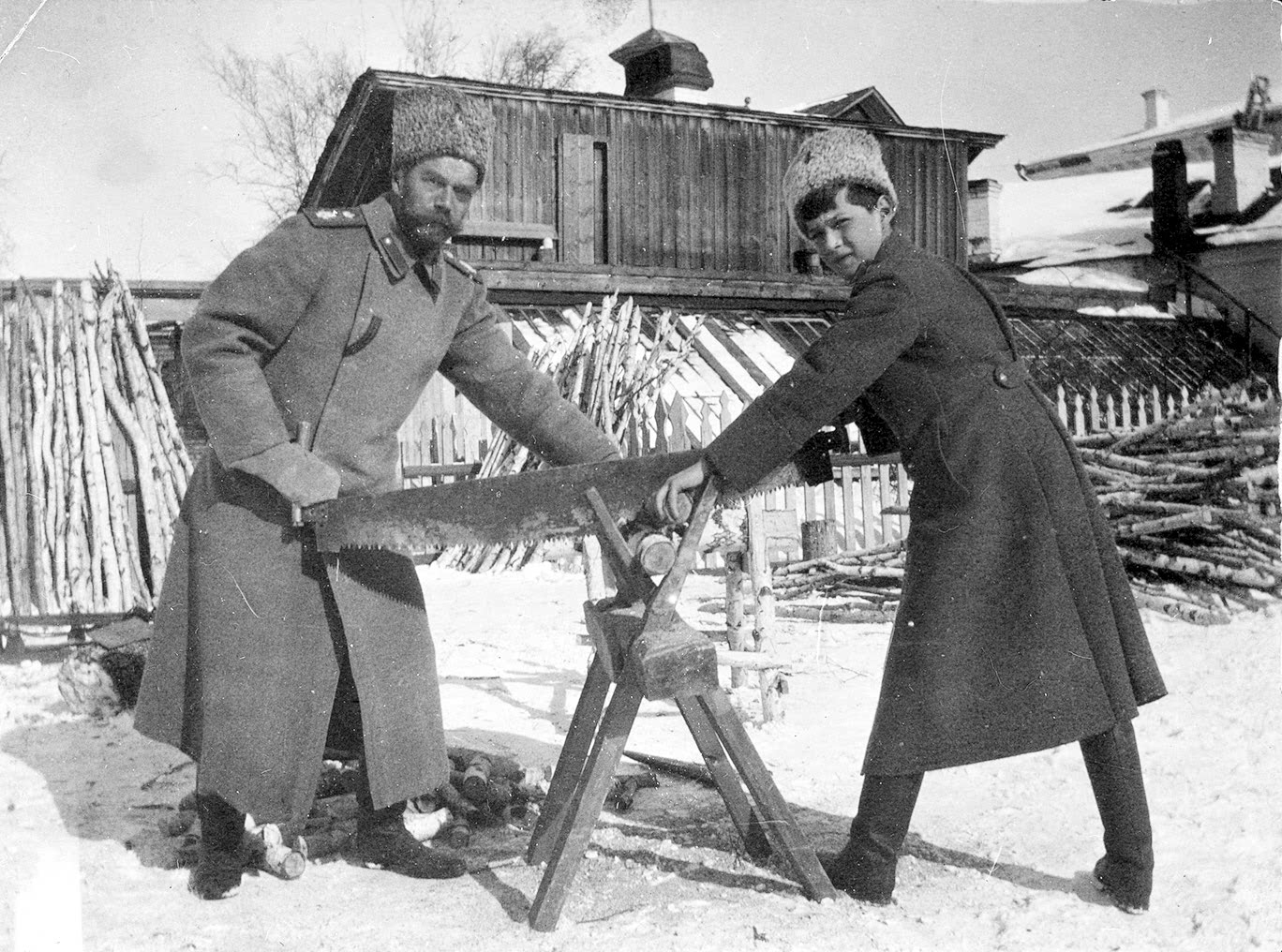
抑留地のトボリスクで父のニコライ2世と。1917年。
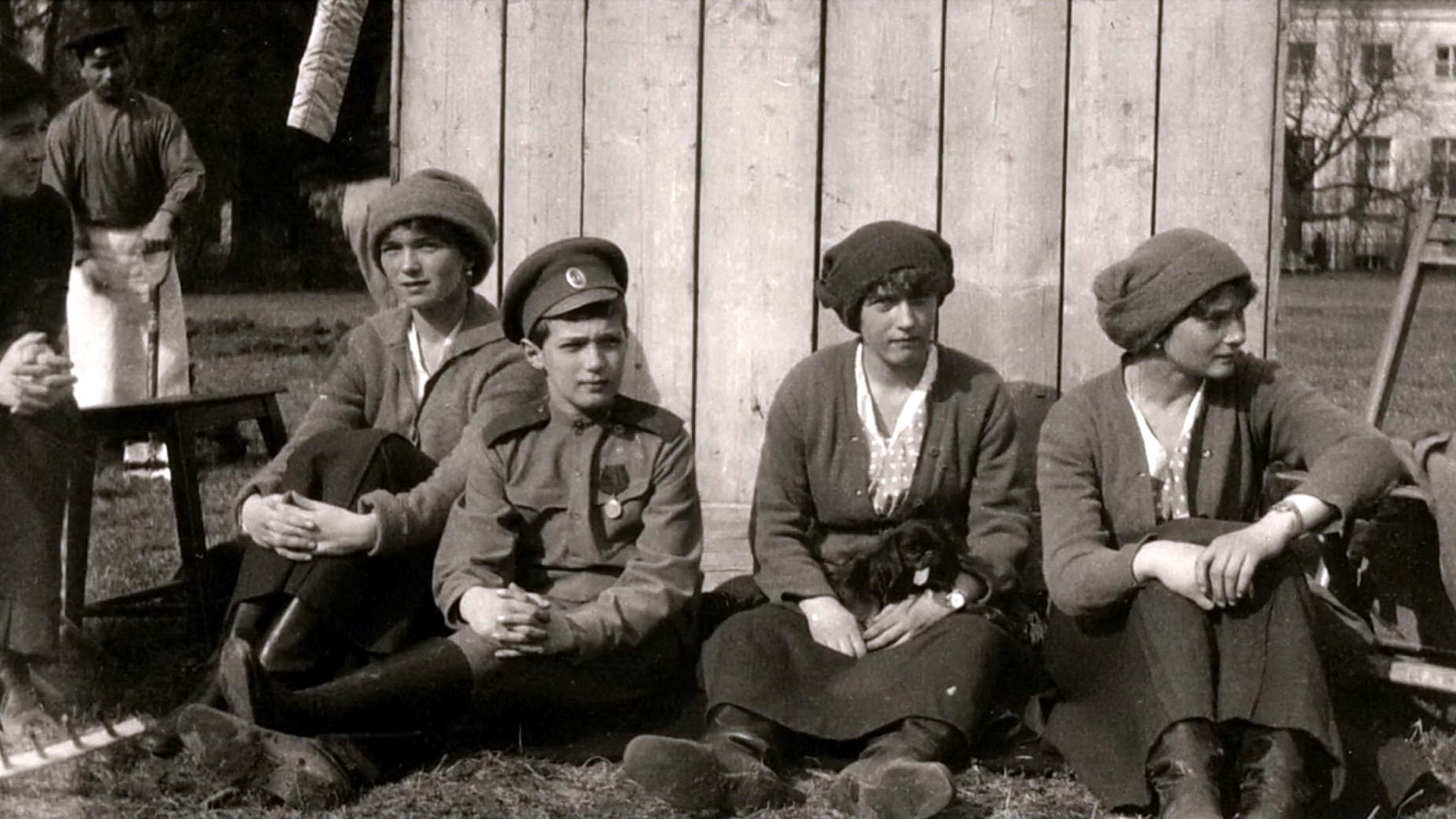
ツァールスコエ・セローで3人の姉と（左からオリガ、アレクセイ、アナスタシア、タチアナ）。1917年。
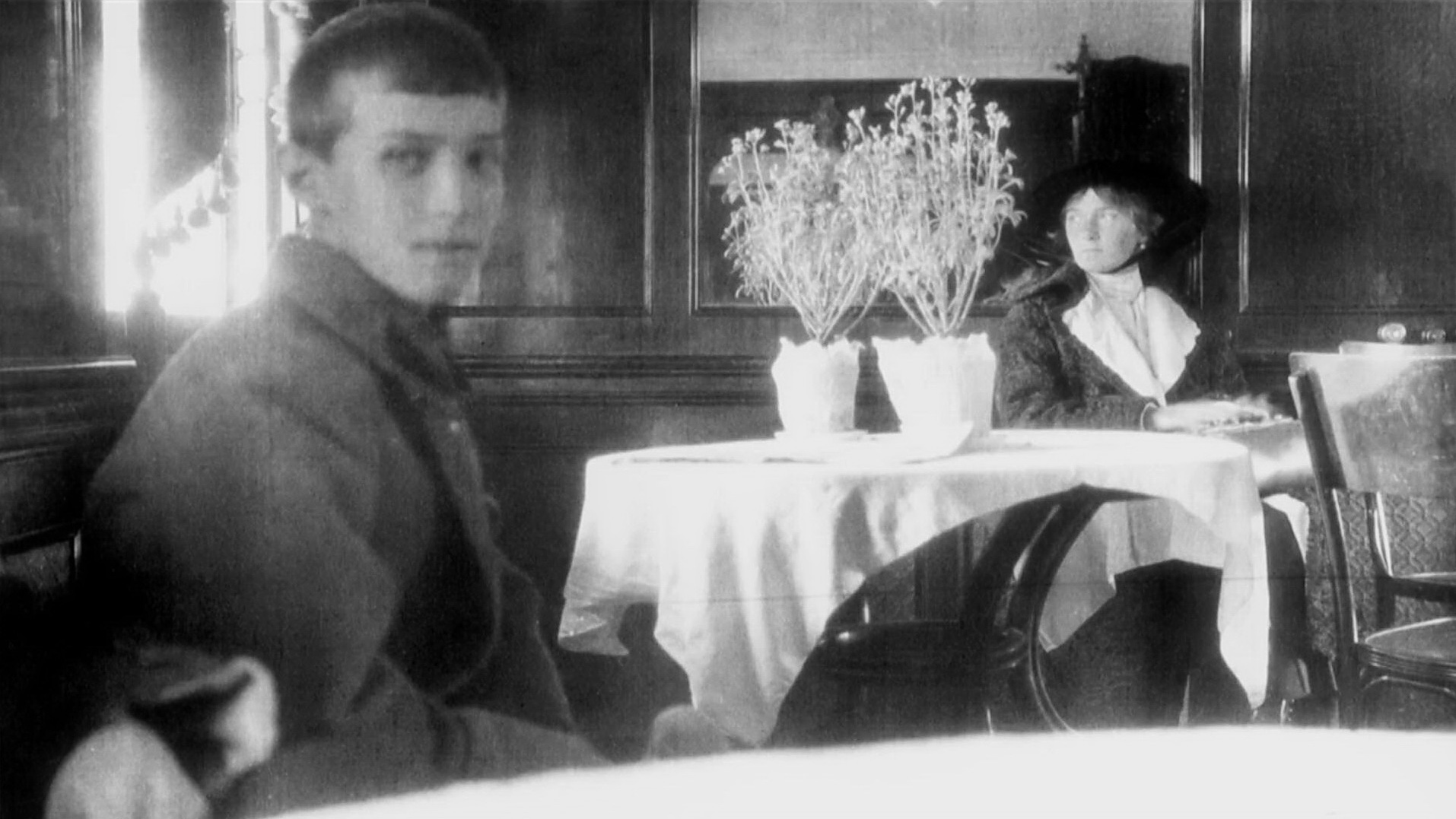
トボリスクからエカテリンブルクへ向かう汽船「ルーシ」号にて。オリガと共に既知の最後の写真。1918年5月。